# Corbes trinòmiques d'Elkies

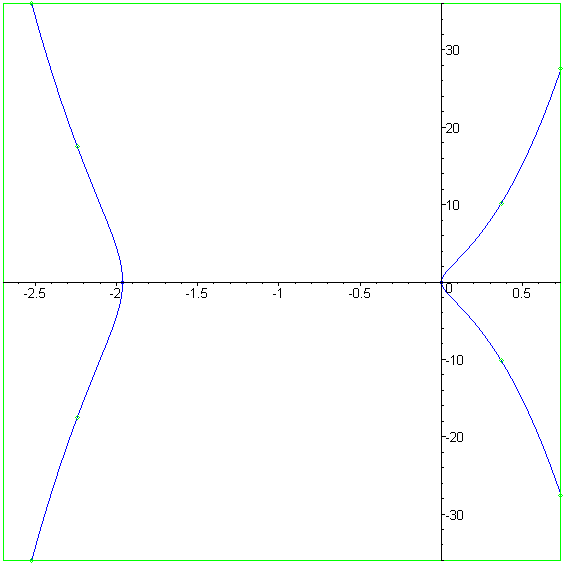
Corba trinòmica d'Elkies C_{168}

En la teoria de nombres, les Corbes trinòmiques d'Elkies són certes corbes hiperelíptiques construïdes per Noam Elkies que tenen la propietat que en elles els punts racionals corresponen a polinomis de trinomis que donen una extensió de Q amb prups de Galois particulars.
Una corba, C168, dona el grup de Galois PSLl (2,7) a partir d'un polinomi del grau set, i l'altre, C1344, dona el grup de Galois AL(8), el producte semidirecte d'un grup 2 elemental d'ordre vuit actuat en per PSL(2, 7), donant un subgrup de permutació transitiu del grup simètric sobre vuit arrels d'ordre 1344.
L'equació de la corba C168 és
{\displaystyle y^{2}=x(81x^{5}+396x^{4}+738x^{3}+660x^{2}+269x+48)}
La corba és un model de corba algebraica plana per a un resolvent de Galois per a l'equació polinòmica x7 + bx + c = 0. Si existeix un punt (x, y) en la corba (projectada), hi ha un parell corresponent (b, c) de nombres racionals, tal que el polinomi o bé es descompon en factors o bé té grup de Galois PSL(2,7), el grup simple finit de l'ordre 168. La corba té gènere dos, i així pel teorema de Faltings té només un nombre finit de punts racionals. Nils Bruin fent servir el programari Kash va demostrar que aquests punts racionals que són els únics en C168, i donen només quatre polinomis de tres termes diferents amb grup Galois PSL(2,7): x7-7x+3 (el polinomi de Trinks), (1/11)x7-14x+3² (el polinomi d'Erbach-Pescador-McKay) i dos polinomis nous amb grup de Galois PSL(2,7),
{\displaystyle 37^{2}x^{7}-28x+3^{2}}
i
{\displaystyle (499^{2}/113)x^{7}-212x+3^{4}}.
D'altra banda, l'equació de la corba C1344 és
{\displaystyle y^{2}=2x^{6}+4x^{5}+36x^{4}+16x^{3}-45x^{2}+190x+1241}
Una vegada més el gènere és dos, i pel teorema de Faltings la llista de punts racionals és finita. Es pensa que els únics punts racionals que té corresponen a polinomis x8+16x+28, x8+576x+1008, 19453x8+19x+2 que tenen grup de Galois AL(8), i x8+324x+567, que ve de dos punts racionals diferents i té grup de Galois PSL(2, 7) una altra vegada, aquesta vegada com el grup Galois d'un polinomi del grau vuit.